# Voitto Hellsten
Voitto Valdemar Hellsten (* 15. Februar 1932 in Pertteli; † 7. Dezember 1998 in Turku) war ein finnischer Leichtathlet und Politiker.

## Karriere
1952 trat Voitto Hellsten bei den Olympischen Spielen in Helsinki in drei Disziplinen an. Im 100-Meter-Lauf schied er im Vorlauf aus, und im 200-Meter-Lauf erreichte er das Viertelfinale. In der 4-mal-100-Meter-Staffel war bereits nach dem Vorlauf für das finnische Team der Wettbewerb beendet.
In der Folge startete Voitto Hellsten bei internationalen Meisterschaften im 400-Meter-Lauf. Bei den Europameisterschaften 1954 in Bern lief er im Finale mit 47,0 s finnischen Rekord und gewann Silber hinter dem Russen Ardalion Ignatiew, der in 46,6 s Europameister wurde. Mit der finnischen 4-mal-400-Meter-Staffel in Besetzung Ragnar Graeffe, Ossi Mildh, Rolf Back und ihm als Schlussläufer gewann Voitto Hellsten in 3:11,4 min Bronze hinter den Staffeln aus Frankreich und aus der Bundesrepublik Deutschland.
Bei den Olympischen Spielen 1956 in Melbourne lagen die vier besten im 400-Meter-Finale dichtauf. Es gewann der US-Amerikaner Charles Jenkins in 46,7 s vor Karl-Friedrich Haas aus der Bundesrepublik Deutschland in 46,8 s. Dahinter lagen Ignatiew und Hellsten in 47,0 s. Nachdem die Zielrichter keinen der beiden vorn sahen, musste das Zielfoto entscheiden. Hiernach lag Haas in 47,12 s sehr viel knapper vor den beiden anderen, die mit 47,15 s auch nach elektronischer Messung gleichauf lagen. Beide erhielten nach Jury-Entscheid eine Bronzemedaille. Die finnische 4-mal-400-Meter-Stafette schied in Melbourne im Vorlauf aus.
1958 bei den Europameisterschaften in Stockholm schied Hellsten in seinem Zwischenlauf in 47,2 s als Dritter knapp aus. In den beiden anderen Zwischenläufen hätte seine Zeit für den Einzug in das Finale gereicht. Auch die finnische Stafette verpasste knapp den Finaleinzug.
Bei den Olympischen Spielen 1960 in Rom schied Hellsten sowohl im Einzel als auch in der Staffel im Vorlauf aus.
Hellsten war finnischer Meister im 100-Meter-Lauf von 1952 bis 1954, im 200-Meter-Lauf 1952, sowie 1954 bis 1957 und im 400-Meter-Lauf von 1955 bis 1958.
Voitto Hellsten war 1,69 m und wog in seiner aktiven Zeit 64 kg. Von 1962 bis 1970 gehörte er für die Sozialdemokratische Partei Finnlands dem Finnischen Parlament an.

## Bestleistungen
- 100 m: 10,6 s 1955
- 200 m: 21,3 s 1956
- 400 m: 46,1 s, 1956 (gelaufen im Halbfinale von Melbourne; diese Zeit war dann 15 Jahre lang finnischer Rekord)
- 800 m: 1:50,1 min, 1955